# Riksdagsskrivelse
Riksdagsskrivelse, förkortat Rskr, är en skrivelse från Sveriges riksdag till (oftast) regeringen om exempelvis verkställande av riksdagsbeslut.